# Annexet

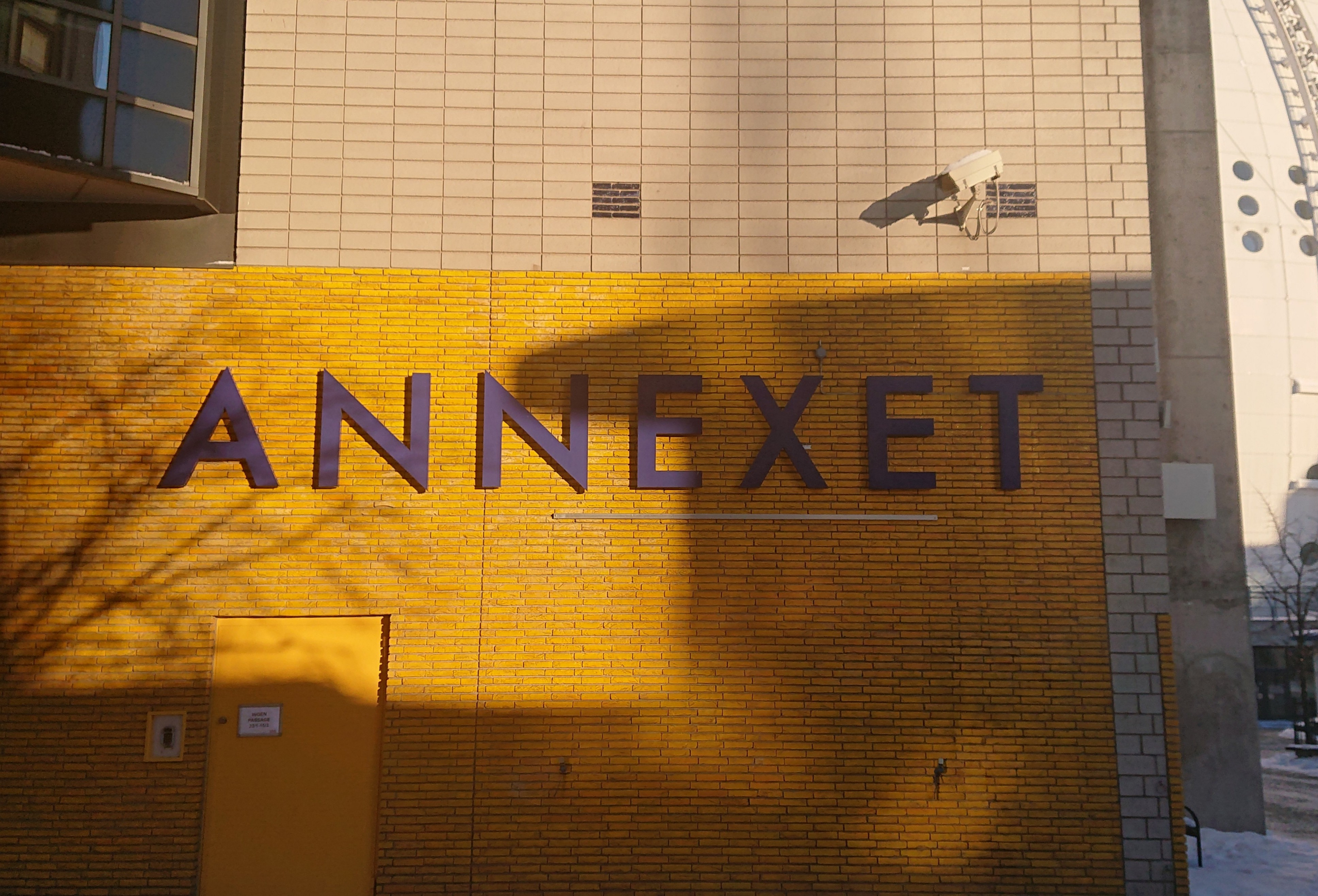
Skylt på västra fasaden.

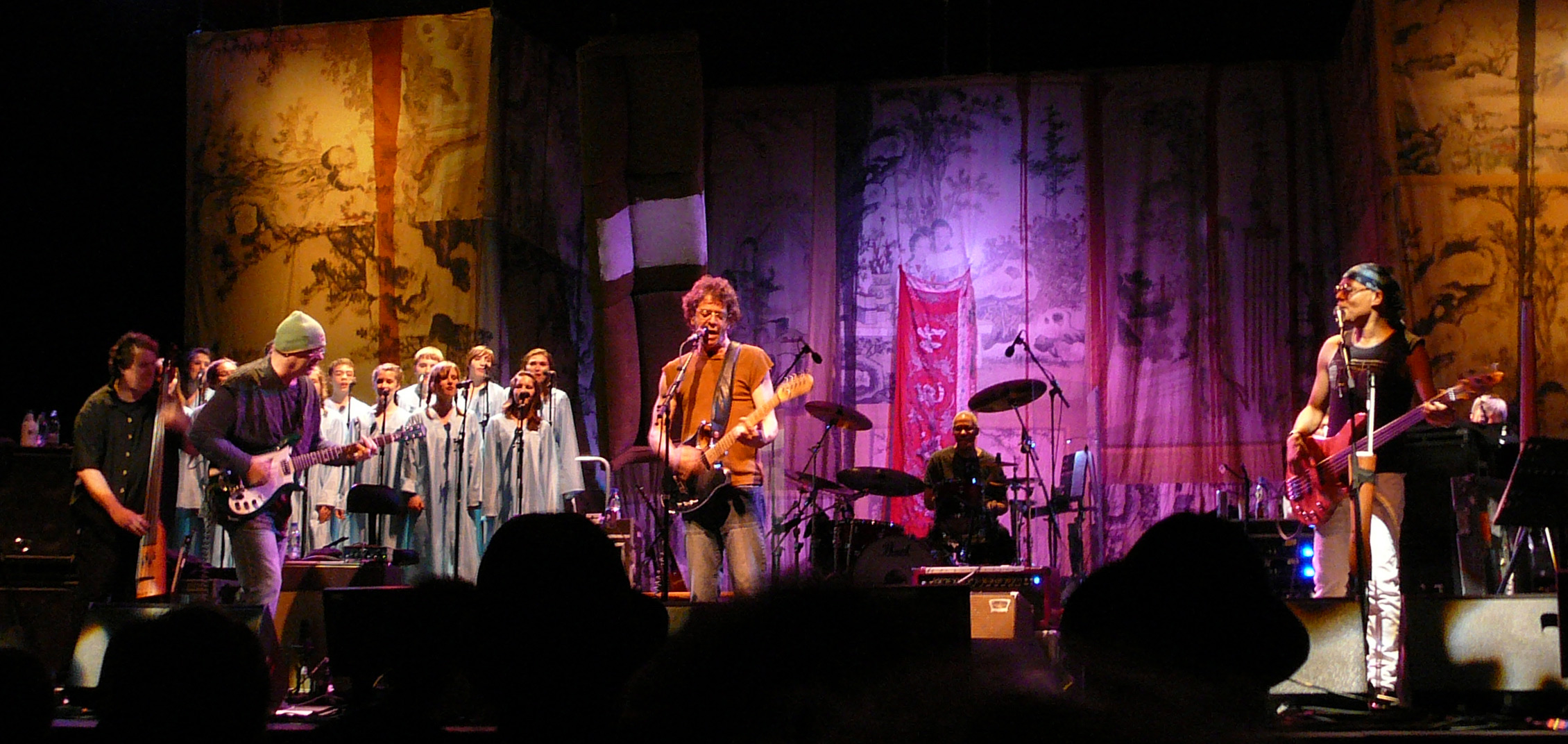
Lou Reed på Annexet i juli 2008.

Annexet är en lokal för diverse evenemang i Globen City-området i stadsdelen Johanneshov i södra Stockholm.
Annexet är den minsta av arenorna i Globenområdet, och kan ta upp till 3 400 personer. Annexet stod klart 1989 samtidigt med Globen och var från början planerat för ishockeyträningar. Numera är användningsområdena mestadels konserter, mässor, konferenser och liknande.

## Evenemang
Svenska idrottsgalan 2021 och 2022 hölls i Annexet, i stället för Globen som vanligt, eftersom coronapandemin ledde till minskade möjligheter att ta emot publik.
Musikhjälpen 2020 hölls i Annexet istället för på ett torg som det vanligtvis brukar. Detta hölls hemligt av produktionen, men avslöjades av misstag.
Senare under 2020 hölls även Guldbaggegalan och samtliga deltävlingar i Melodifestivalen 2021 i Annexet utan publik på grund av pandemin och dess efterföljande restriktioner.